# Viñalesdalen

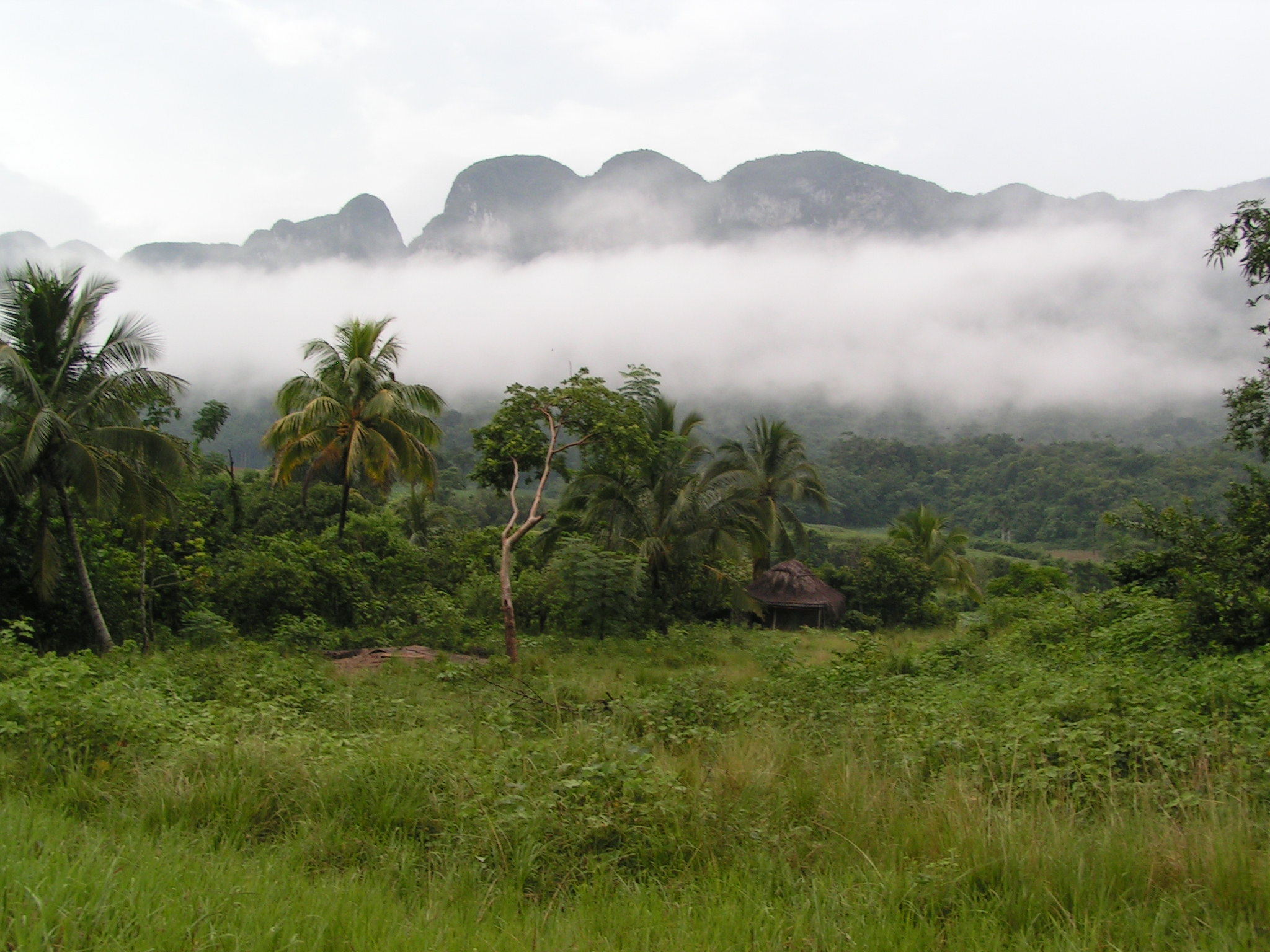
Dimma över Viñalesdalen.

Viñalesdalen (spanska: Valle de Viñales) är en karstdepression i Kuba. Dalen omfattar ett område av 132 km² och ligger i Sierra de los Organos, alldeles norr om Viñales i Provincia de Pinar del Río.
Tobak och andra grödor odlas i dalens lägre delar, mestadels genom traditionell jordbruksteknik. Många grottor finns i de kringliggande kullarna.
De klart synliga klipporna som reser sig som öar i dalens botten kallas mogoter.
Viñales är ett större besöksmål som i huvudsak erbjuder vandring och klättring. De lokala klättringsmöjligheterna har utökats de senaste åren med många nya leder som upptäckts och som inneburit växande turism.

## Bevarande
Många endemiska växter och djur finns i dalen. Arter som hittas här är bland andra Bombax emarginatum, Mountain palm (Gaussia princeps), och Ekmanhianthes actinophilla, Microcycas calocoma.  Bland faunan hittar man bikolobri (Mellisuga helenae, zunzún), tokororon (Priotelus temnurus), kubatodi (Todus multicolor), kubasolitär (Myadestes elisabeth) och kubafink (Tiaris canorus).

## Ett världsarv
År 1999 blev Viñalesdalen ett världsarv som ett kulturlandskap.

## Externa länkar

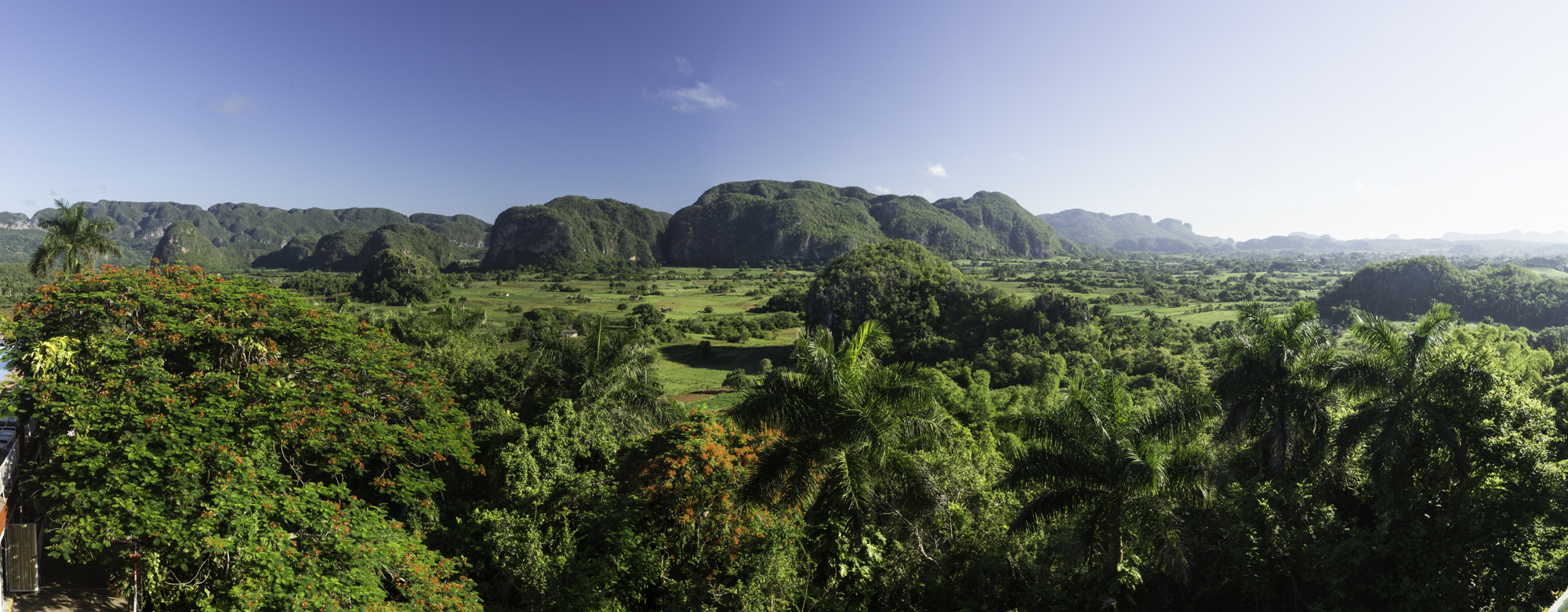